# Ekornholmsören
Ekornholmsören är en ö i Finland. Den ligger i Finska viken och i kommunen Ingå i den ekonomiska regionen  Raseborg i landskapet Nyland, i den södra delen av landet. Ön ligger omkring 62 kilometer väster om Helsingfors.
Öns area är 0,8 hektar och dess största längd är 140 meter i sydväst-nordöstlig riktning.